# Wapen van Baard

Wapen van Baard

Het wapen van Baard is het dorpswapen van het Nederlandse dorp Baard, in de Friese gemeente Leeuwarden. Het wapen werd in 2001 geregistreerd.

## Beschrijving
De blazoenering van het wapen in het Fries luidt als volgt:
dield: I. yn blau yn it skyldhaad in gouden seispuntige stjer; II. yn read ynit skyldhaad in gouden seispuntige stjer en oer alles hinne in sulveren leelje en inrinnend sulveren laam, ûnder inoar pleatst.
De Nederlandse vertaling luidt als volgt: 
gedeeld: I. in blauw in het schildhoofd een gouden zespuntige ster; II. in rood in het schildhoofd een gouden zespuntige ster  en over alles heen een zilveren lelie en inlopend zilveren lam, onder elkaar geplaatst.
De heraldische kleuren zijn: azuur (blauw), goud (goud), keel (rood) en zilver (zilver).

## Symboliek
- Blauw veld: ontleend aan het wapen van Baarderadeel, de gemeente waar Baard eertijds het hoofddorp van was.[2]
- Rood veld: overgenomen uit het wapen van de vooraanstaande familie Van Dekema.[2] Deze familie bewoonde eertijds de Dekema State bij het dorp.
- Fleur de lis: eveneens afkomstig van het wapen van de familie Van Dekema.[2]
- Zespuntige sterren: ook ontleend aan het wapen van Baarderadeel.[2]
- Lam: symbool voor de plaatselijke Mennonietengemeente, de oudste gemeente van Friesland. Het lam verwijst ook naar de veehouderij in het dorp.[2]

Het wapen van Baarderadeel.

## Zie ook

Vlag van Baard